# Липовичка шума
Липовичка шума се простире на северу Шумадијског побрђа, лежи на Ибарској магистрали око 25 километара југозападно од Београда. Налази се око насеља Мељак - на западу, Велика Моштаница, Сремчица и Рушањ - на северу, Барајево - на југоистоку и Баћевац и Гунцати - на југу.

## Опис
Сама шума се налази на таласастој висоравни на површини од 1.245 хектара, чија је надморска висина од 160 до 290 метара. То је највећи комплекс шуме у овом крају.
У Липовичкој шуми се налази неколико већих извора, као што је Копиловац, Јасен, Тасић, Буковчић, Врелине, као и више мањих извора. Ту су извори Барајевске и Баћевачке реке чије воде одлазе у Колубару, а ту је и Дољански поток који је притока Остружничке реке, која се улива у Саву. На потоку Крћевац, од кога настаје Барајевска река, предвиђа се изградња микроакумулационог језера, дужине 1-2 километра, које би имало велики привредни и туристички значај за овај крај. Овде се налази Извор Свете Петке у Железнику.

## Историја
После повлачења Панонског мора, на овом терену остала су многа језера која су формирала површи дилувијума, створен је лес, тако да је њихов континуитет испресецан речицама млађег доба. Тако су створене данашње неравнине, долине и брда које су прекриле шуме.
За време Првог српског устанка, Карађорђе је са Симом Марковићем, Јанком Катићем и другим вођама устанка, у Липовичкој шуми припремао опкољавање и блокаду Београда. Пре тога, а и касније, у њој су хајдуковале многе хајдучке дружине.
У Првом и Другом светском рату она је била поприште борби са аустроугарском и немачком војском. Окупатори су је секли, уништавали, па је зато ова шума данас доста млада. У њој је могло бити и вукова, нпр. почетком 1922. сељацима је одобрена хајка, јер су "курјаци" силазили у села и нападали чак и људе. Било је и "доста срна, које су Бог свети зна одакле дошле и у тој се шуми настаниле", тј. биле су ретке у том крају.
Кроз Липовицу су пролазили стари путеви који су повезивали Београд са јужном и југоисточном Србијом, такозвани руднички пут, а његов крак је везивао Шумадију код Остружнице са Сремом. Она је и сада раскрсница модерног Ибарског пута, од кога се одвајају краци према Космају и Аранђеловцу, као и неколико локалних путева, за Умку, Рипањ, Авалу и Сремчицу.
После рата, Липовичка шума је постала и ловно газдинство чија је основна делатност била унапређење и искоришћавање ловишта.
Хемијски центар Војске Југославије био је смештен у шуми и коришћен је као резервоар за гориво. Он је био мета током НАТО бомбардовања Србије 1999. године. Експлозија и накнадни пламен били су видљиви километрима и изазвали су велику штету самој шуми која је изгорела у широком обиму око резервоара.

## Одлике
У Липовичкој шуми има највише стабала цера, јасена, клеке, бреста, багрема, као и разног шибља. На косама и уским долинама - у Крићевици, Врелини, Дољанском потоку, Буковцу, Крушику, Тасићу и другим местима, расте углавном храст. Поред листопадне шуме, које има највише, у задње време се све више засађују и четинари, што ову шуму чини још лепшом и привлачнијом, па је тако Липовица проглашена за једно од најлепших излетишта надомак Београда.
У Липовици се налази узгајалиште расних коња, а оно се налази у склопу шумског газдинства ЈП „Србијашуме“. Ловиште обилује многобројном и разноврсном дивљачи - срнама, муфлонима, зечевима, фазанима, лисицама, јаребицама и другом дивљачи. У Липовици је основана фазанерија у којој се гаје фазани и за друга ловна подручја.
Положај шуме доминира овим крајем - са њених пропланака пружа се изванредан видик на ближу и даљу околину, на Београд, али и на планине Шумадије - Авалу, Космај, Букуљу, Сувобор, Маљен, Повлен, Медведник, Јагодњу, Цер, па и на сам Срем и Фрушку гору.
Клима делује снажно на биљни свет, ветрови дувају најчешће зими из правца југозапада, а лети са запада и и северозапада. Просечна годишња температура је 11,7 °C. На развој шуме на овим теренима знатно утиче влага, ветар, светлост, као и органски чиниоци, потом надморска висина, нагиб, конфигурација терена, геолошка подлога, биљни и животињски свет овог краја и други фактори.
Данас се шума као излетнички и рекреативни центар слабо користи, мада за то постоје врло добри услови. Шума се пречишћава од шибља, кроз њу су просечене широке праве стазе (просеци). Многи делови шуме се крче, а засађују се нова стабла.
Када се буду уредиле стазе ради лакшег пролаза кроз шуму, довела вода и изградили угоститељски објекти, Липовица би могла да постане веома привлачно и занимљиво излетиште Београда и околине.